# Discografia di Ennio Rega
In questa pagina viene elencata l'intera discografia del cantautore italiano Ennio Rega dalle origini sino ai tempi odierni.

## Album in studio
- Due passi nell'anima del sorcio (1994) (RTI Music / Ricordi)
- Concerie (2004) (Scaramuccia Music / Egea)
- Scritture ad aria (2006) (Scaramuccia Music / Egea)
- Lo scatto tattile (2007) (Scaramuccia Music / Egea)
- Arrivederci Italia (2011) (Scaramuccia Music / Edel Music)
- Terra sporca (2017) (Scaramuccia Music / Edel Italy)

## Album dal vivo
- Liliom (2000)
- Compilation (2008) Rai Trade

## Album video
- Scritture ad aria (2006) Scaramuccia Music
- Sbriciolo ai corvi  (2012) Scaramuccia Music
- Sgacio (2017) Scaramuccia Music

## Partecipazioni
- 2009 - La salita, nella colonna sonora dello spettacolo "Musicanti"